# Ourapteryx astrigena
Ourapteryx astrigena är en fjärilsart som beskrevs av Inoue. Ourapteryx astrigena ingår i släktet Ourapteryx och familjen mätare. Inga underarter finns listade i Catalogue of Life.